# Marajó
Marajó ([maɾaˈʒɔ]) es una isla costera situada en la desembocadura del río Amazonas, en la zona septentrional de la costa atlántica de Brasil. Su superficie es de 40 100 km², que llega a 49 602 km² al incluir las islas vecinas con las que conforma el archipiélago de Marajó. Geológicamente la isla se ubica en la cuenca de Marajó.
Es la mayor isla del mundo rodeada tanto por agua dulce como por agua marina. La ciudad de Belém se encuentra situada en boca sur del Amazonas, frente a la isla.
En ella se desarrolló durante la etapa precolombina la cultura marayó.
Durante la epidemia de gripe española de 1918-1919, Marajó fue la única zona poblada en la cual no se registró ningún caso de esta enfermedad.
El Proyecto de Decreto Legislativo N.º 2419, del año 2002, dispone la eventualidad de la realización de un plebiscito para la creación del Territorio Federal de Marajó. Este proyecto, en tramitación en el Congreso Nacional, definiría que en caso de ser aprobado, los siguientes municipios del estado de Pará serían desmembrados para constituir el mencionado Territorio Federal: Afuá, Anajás, Bagre, Breves, Cachoeira do Arari, Chaves, Curralinho, Gurupá, Melgaço, Muaná, Ponta de Pedras, Portel, Salvaterra, Santa Cruz do Arari, São Sebastião da Boa Vista y Soure. Julio Verne sitúa en ella el final de su novela “El Chancellor”.

## Historia

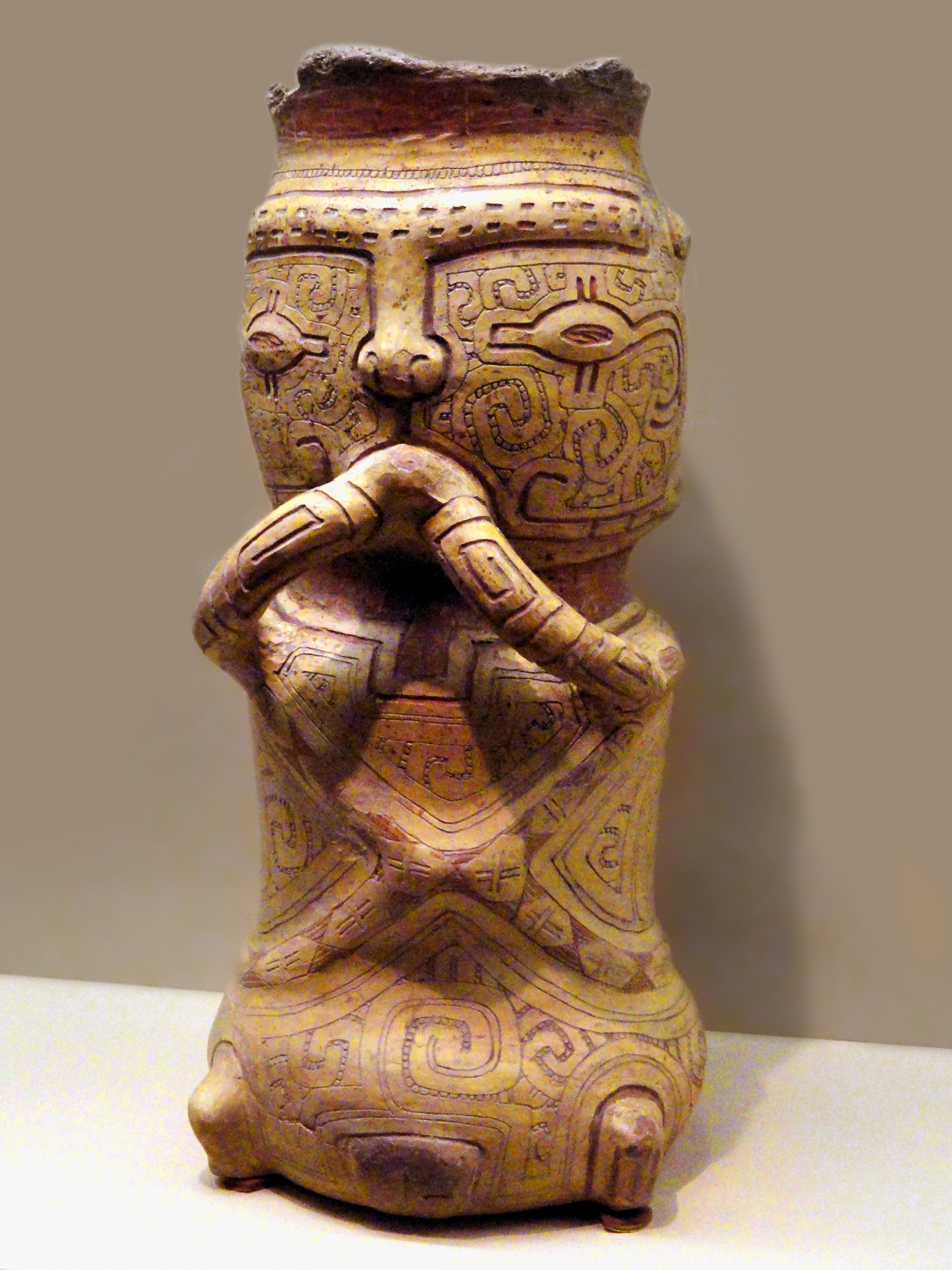
Cultura Marajoara, urna funeraria, Museo Americano de Historia Natural

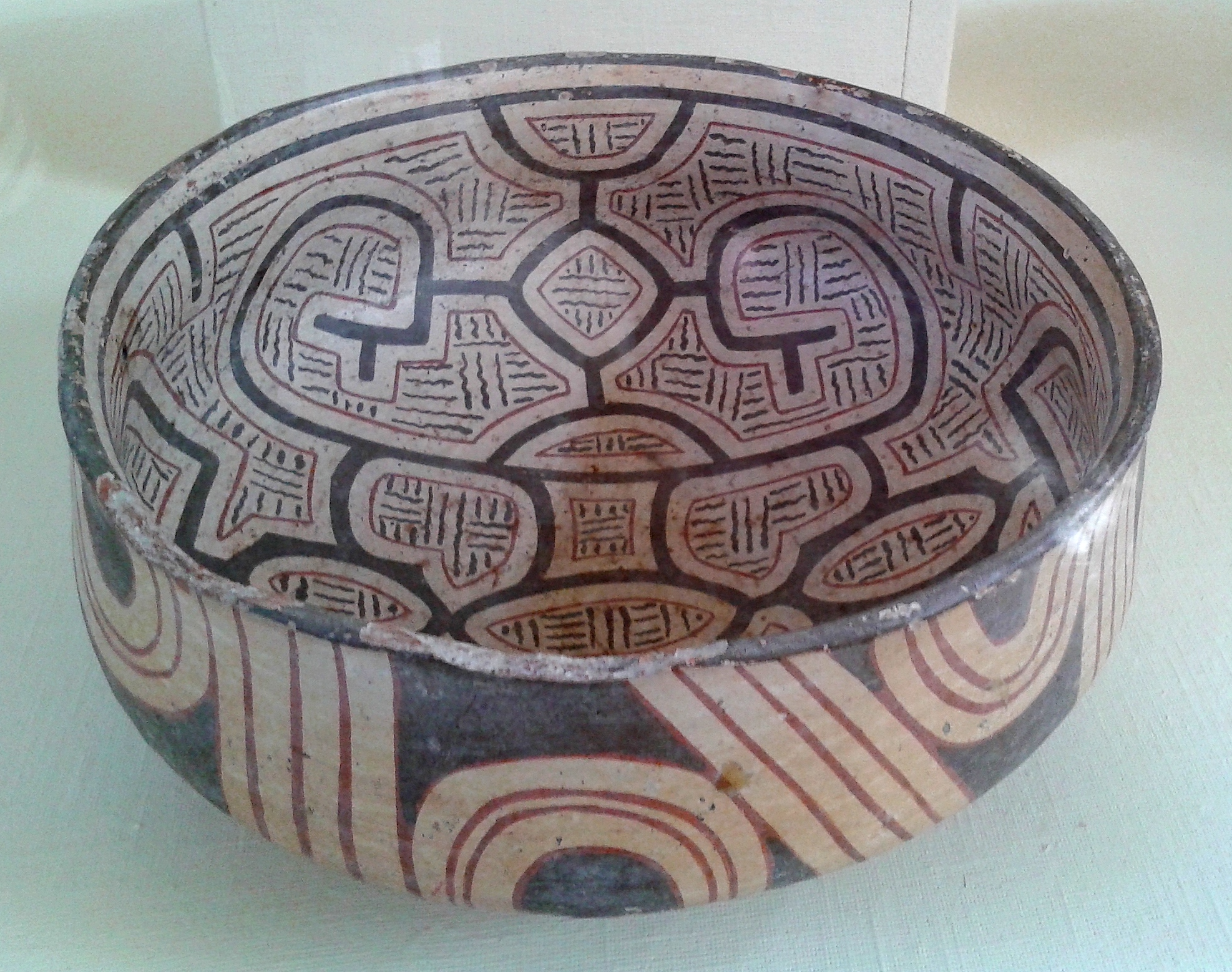
Cuenco Marajoara, Museu Nacional

La isla fue el sitio de una sociedad precolombina avanzada, la cultura marajoara, que existió aproximadamente desde el 400 a. C. hasta el 1600 d. C. La isla ha sido un centro de exploración y erudición arqueológica desde el siglo XIX. Los estudiosos desde la década de 1980 en adelante han dividido el período precolombino en la fase Ananatuba (c. 1100–200 a. C.), la fase Mangueiras (c. 1000 a. C.–100 d. C.), la fase Formiga (c. 100–400 d. C.), la fase Marajoará (c. 400–1200 d. C.) y la fase Aruã (1200–1500 d. C.).
Desde la década de 1990 se debate sobre los orígenes y la sofisticación de la sociedad precolombina de Marajó. Basada en el trabajo de campo en las décadas de 1940 y 1950, la arqueóloga Betty Meggers argumentó inicialmente que la cultura marajoara había sido fundada por emigrantes de los Andes y que la sociedad declinó constantemente hasta su colapso final aproximadamente en 1400 d. C., debido a la escasa fertilidad del suelo de Marajó y otros factores ambientales. Posteriormente, las hipótesis de Megger se asociaron con el determinismo ambiental. Sin embargo, su teoría ha sido rechazada desde entonces por la arqueóloga Anna Curtenius Roosevelt, quien re-excavó Marajó en la década de 1980. Según Roosevelt, la cultura Marajoara se desarrolló de forma independiente dentro de la Amazonía y contó con una agricultura intensiva de subsistencia y obras públicas importantes.
Roosevelt estimó que Marajó pudo haber tenido una población de más de 100 000 personas en su apogeo. La población vivía en casas con pisos de tierra apisonada, se organizaba en clanes matrilineales y dividía las tareas por sexo, edad y nivel de habilidad.
La llegada de los europeos en el siglo XVI fue catastrófica para la población indígena de la isla. El 90% murió debido a la alta mortalidad por enfermedades infecciosas de Eurasia, ya que carecían de inmunidad contra estas enfermedades que se habían vuelto endémicas en las ciudades europeas y asiáticas.
En contraste, sin embargo, durante la pandemia mundial de influenza española de 1918-1919, Marajó fue la única área poblada importante que no tenía ningún caso documentado de la enfermedad.
La isla es también la ubicación de la Prelatura territorial de Marajó, de la Iglesia católica.

## Clima
La clasificación climática que se le da a la región, según Köppen, es del tipo Ami, cuyo régimen anual de lluvias define una estación seca, pero con suficiente precipitación total para mantener este período, no caracterizando la presencia de un déficit hídrico en la región. La subdivisión climática de la región, según la clasificación bioclimática de la Amazonía de Bagnoul y Gaussen, la caracteriza como una subregión eutermamérica que comprende un clima ecuatorial con una temperatura promedio del mes más frío superior a 20 °C y una temperatura promedio anual de 26 °C. La precipitación anual es siempre superior a 2000 milímetros. Las estaciones son inexistentes o poco acentuadas. La amplitud térmica es muy débil y los días son tan largos como las noches. La humedad relativa de la ar es alto (> 80%), sin ningún período de secado. En esta región predomina el centro de masa del aire ecuatorial y también existen bolsas de aire en la desembocadura del río Amazonas.

## Ecología

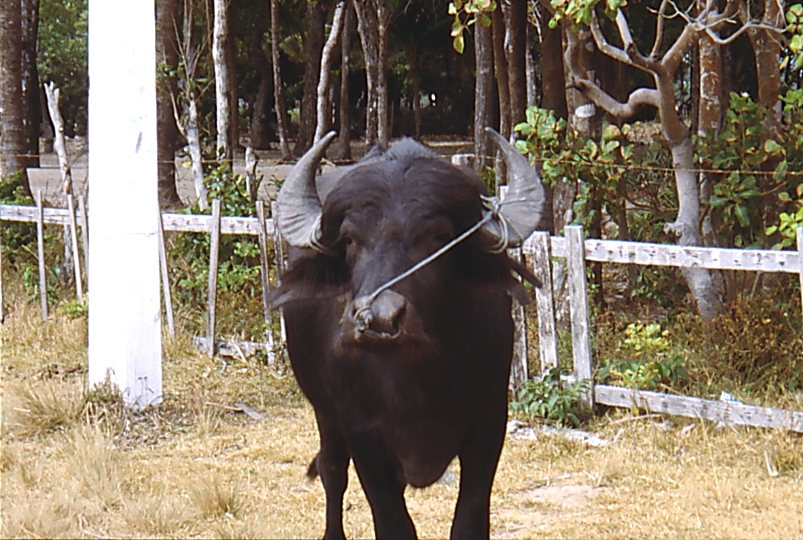
Búfalo de agua en Marajó

En la parte oriental de la isla predomina la vegetación de sabana. Hay grandes fazendas con cría de animales. Aquí también se encuentra el lago Arari, que tiene una superficie de 400 km², pero que se reduce en un 80% durante la estación seca. Hay grandes manadas de búfalos de agua domesticados, que son técnicamente invasivos en la isla; actualmente son unos 450.000, más que la población humana de la isla. El lado occidental de la isla se caracteriza por los bosques de Várzea y las pequeñas granjas. Allí se produce madera y açaí.
La isla se encuentra en la ecorregión de Marajó várzea, una zona de bosques de várzea inundados estacional y marealmente.
Al norte de la gran zona de sabana se encuentran los pantanos de palmeras, principalmente de palma buriti (Mauritia flexuosa) y Euterpe oleracea. Durante la temporada de lluvias, los pantanos se inundan a un metro de altura. Se sabe poco sobre la ecología de estos pantanos.

## Fauna

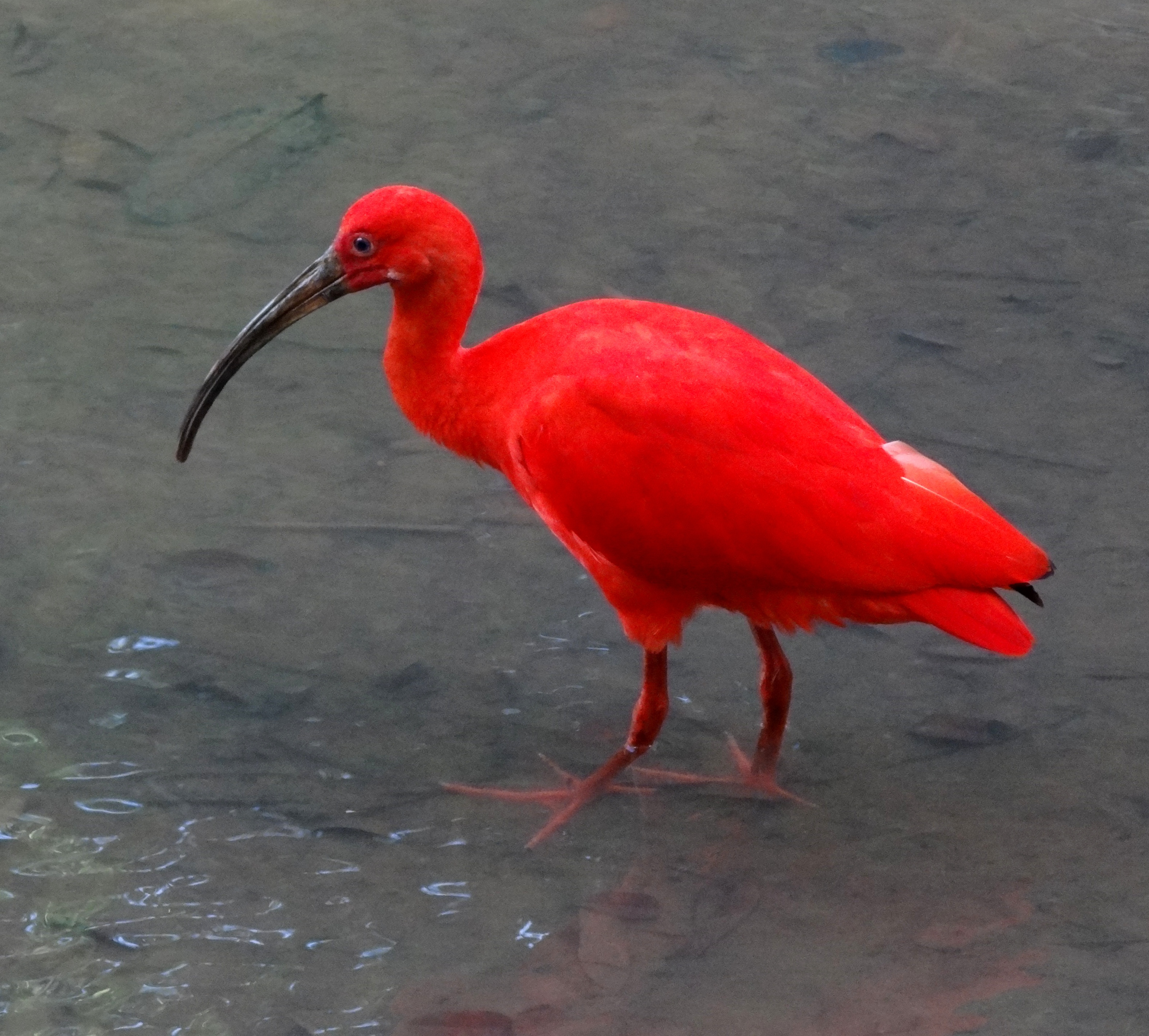
Ibis escarlata de Marajó.

La isla tiene una fauna rica y variada. La fauna nativa incluye muchas aves. La avifauna es, como en todas partes de América del Sur, muy ricamente representada por halcones, loros, flamencos, todo tipo de limícolas. Los ibis escarlatas son famosos y constituyen el símbolo de la isla, donde se les llama guaras.
Entre los reptiles, son las grandes anacondas y una especie particular de muy peligrosas Bothrops, la Bothrops marajoensis o punta de lanza de Marajó.
Los mamíferos endémicos también están bien representados: muchos monos, capibaras, nutrias gigantes y perezosos.
Una raza de caballos se ha adaptado a este entorno: el marajoara y los guardias de caza y de fronteras patrullan a lomos de búfalos domésticos también bien adaptados al medio semiacuático 1.

## Flora
La isla de Marajó, es la mayor isla fluvial del mundo, con un paisaje diverso que incluye vastas llanuras, bosques, sabanas y manglares. Esta isla, que se encuentra en la desembocadura del río Amazonas, es un ecosistema extremadamente rico en biodiversidad, tanto en fauna como en flora. En cuanto a la flora de la isla de Marajó, su vegetación es variada y responde a la interacción de diferentes factores climáticos, geográficos y edáficos. Su biodiversidad es un reflejo de la compleja red de ecosistemas que se encuentran en la región amazónica.

### Ecosistemas de Marajó: base para la vegetación
La isla de Marajó cuenta con una serie de ecosistemas que influyen directamente en la diversidad de su flora. A lo largo de su territorio se encuentran áreas de bosques tropicales, manglares, sabana y pastizales, cada uno con características que favorecen la existencia de diferentes especies vegetales. El clima ecuatorial, cálido y húmedo, favorece la proliferación de especies adaptadas a estas condiciones. En particular, el suelo de la isla es en su mayoría fértil y adecuado para la vegetación tropical, aunque algunas zonas, especialmente en las áreas cercanas a los manglares, son salinas o arcillosas, lo que influye en la vegetación adaptada a condiciones salinas o anegadas.

### Vegetación de los bosques tropicales
En las áreas de bosques tropicales y selvas, especialmente en las zonas más elevadas de la isla, se encuentran especies de árboles de gran porte, como la copaiba (Copaifera langsdorffii), la castanha-do-pará (Bertholletia excelsa) y el pau-rosa (Aniba rosaeodora), este último conocido por su madera aromática utilizada en la industria del perfume. Estas especies son parte de una densa vegetación de árboles que superan los 30 metros de altura, creando un dosel cerrado que protege el ecosistema subyacente.
Además de estos árboles grandes, los bosques de Marajó albergan una gran diversidad de helechos, matas bajas y arbustos. Entre ellos, destacan diversas especies de palmeras y bromelias, como el buriti (Mauritia flexuosa), que se encuentra en áreas inundadas y es una de las especies más emblemáticas de los ecosistemas acuáticos de la región amazónica. El buriti es un árbol de agua que forma parte integral del paisaje de Marajó, dado que sus frutos se utilizan en la alimentación local.

### Manglares y vegetación costera
En las zonas cercanas a la costa, donde el agua salada del mar y el agua dulce del río se mezclan, se desarrollan los manglares, un ecosistema clave para la fauna de la región, pero también fundamental para la flora. En estos ambientes, especies como el manglar rojo (Rhizophora mangle) y el manglar negro (Avicennia germinans) son fundamentales. Estas especies están adaptadas a las condiciones de salinidad, con sistemas de raíces aéreas que les permiten sobrevivir en suelos anegados y ricos en sal. Los manglares también ofrecen una gran cantidad de nutrientes a los ecosistemas marinos y actúan como barreras naturales contra la erosión.

### Sabana y pastizales
En las áreas de menor altitud, donde las inundaciones son más frecuentes, el paisaje de la isla cambia hacia una vegetación más abierta de sabana y pastizales. En estas regiones, dominan plantas herbáceas, como especies de gramíneas y helechos, que pueden soportar las fluctuaciones de agua. En algunas zonas de Marajó, las inundaciones estacionales favorecen el crecimiento de plantas acuáticas como lotos (Nymphaea spp.) y jacintos de agua (Eichhornia crassipes), que cubren amplias extensiones de agua durante la temporada de lluvias.
El pastizal de la isla de Marajó también alberga una variedad de plantas adaptadas a la sequía, como caña brava (Gynerium sagittatum) y algunas especies de arbustos que sirven como refugio para la fauna local.

### Impacto humano y conservación
La vegetación de la isla de Marajó ha sido alterada en algunas áreas debido a la expansión de la agricultura y la ganadería, que son actividades económicas predominantes en la región. La deforestación y el pastoreo intensivo han afectado algunos ecosistemas, especialmente las zonas de sabanas y pastizales. Sin embargo, existen esfuerzos de conservación tanto a nivel local como regional para preservar las áreas de bosque y los manglares de la isla, que son vitales para la protección de la biodiversidad.
En resumen, la flora de la isla de Marajó es un reflejo de la riqueza y diversidad de los ecosistemas amazónicos. Desde los imponentes bosques tropicales hasta los ecosistemas costeros de manglares y sabanas, Marajó alberga una vasta gama de especies vegetales adaptadas a un entorno dinámico y en constante cambio. Conservar estos ecosistemas es crucial no solo para preservar la biodiversidad de la isla, sino también para mantener el equilibrio ecológico de la región amazónica en su conjunto.

## Economía
Las actividades económicas más importantes son la explotación de bosques y la producción de caucho. Parte del bosque original ha dado paso a grandes propiedades donde se crían búfalos.
Típicas de las poblaciones indígenas de la isla fueron las cerámicas Marajoara encontradas en excavaciones arqueológicas. Hoy en día, la replicación de este tipo de cerámica es una actividad artesanal muy extendida.
Un decreto ley de 2002 del Parlamento brasileño prevé la posibilidad de celebrar un plebiscito para establecer el Territorio Federal de Marajó.